# Nyikolaj Fjodorovics Szmolnyikov
Nyikolaj Fjodorovics Szmolnyikov (oroszul: Николай Фёдорович Смольников; 1949. március 10. –) azeri labdarúgó, korábban szovjet válogatott.

## Pályafutása

### A válogatottban
1968-ban 3 alkalommal szerepelt a szovjet válogatottban. Részt vett az 1968-as Európa-bajnokságon.